# Black (serie de televisión)
Black (en hangul, 블랙; romanización revisada, Beullaek), conocida en español como Negro, es una serie de televisión surcoreana emitida por OCN desde el 14 de octubre hasta el 10 de diciembre de 2017, protagonizada por Song Seung-heon, Go Ara, Lee El y Kim Dong-jun.

## Sinopsis
Black es una serie surcoreana que trata sobre una guadaña cuyo trabajo en la tierra es guiar a las almas errantes a otra vida después de la muerte. Tuvo que habitar en un cuerpo humano, en este caso en el de un inspector llamado Han Moo-gang, para perseguir a un compañero fugitivo, pero su misión se complicará por verse implicado en la investigación de unos asesinatos sin resolver acaecidos hace más de 20 años.
Sus problemas no acabarán aquí, pues conocerá a una mujer, Kang Ha-ram, que posee la habilidad de intuir la muerte repentina de las personas que la rodean, infringiendo así una de las reglas más importantes: no inmiscuirse en los asuntos terrenales, condenándose por ello al olvido eterno.

## Reparto

### Personajes principales
- Song Seung-heon como Han Moo-gang (detective) / Black (Grim Reaper #444).
- Go Ara como Kang Ha-ram.
  - Choi Myung-bin como Kang Ha-ram de niña.
- Lee El como Yoon Soo-wan.
- Kim Dong-jun como Oh Man-soo.

### Personajes secundarios

#### Gente alrededor de Moo-gang
- Kim Won-hae como Na Gwang-gyun/Crazy Dog.
- Jung Suk-yong como Bong Man-shik.
- Lee Chul-min como Oh Soo-tae.
- Huh Jae-ho como Park Gwi-nam.
- Ji Su-won como Seo Young-hwa.

#### Gente alrededor de Ha-ram
- Kim Jung-young como Choi Soon-jeong, la madre de Ha-ram.
- Kim Hyung-min como Kang Soo-hyuk, el padre de Ha-ram.
- Go Seung-bo como Hoon-seok, hermanastro de Ha-ram.
- Park Jung-hak como el padrastro de Ha-ram.

#### Grim Reaper
- Kim Tae-Woo como Grim Reaper #444.
- Park Doo-sik como Je Soo-dong/Grim Reaper #419.
- Jo Jae-yoon como Grim Reaper #007.
- Lee Kyu-bok como Grim Reaper #416.
  - Jung Jun-won como Jang Hyun-soo, #416 forma real.

#### Gente alrededor de Man-soo
- Lee Do-kyung como Oh Chun-soo, el padre de Man-soo.
- Choi Min-chul como Oh Man-ho, el medio hermano de Man-soo.
- Choi Won-hong como Oh Sang-min, el hijo de Man-ho.
- Kim Jae-young como Leo/Kim Woo-shik.
  - Jeon Jin-seo como Woo-shik (de joven).
- Oh Cho-hee como Tiffany/Lee Young-hee.
- Kim Young-sun como la madre de Man-soo.

#### Otros
- Lee Hae-young como Min Jae-hong
- Woo Hyun como Wang Yong-chun, el hombre con tatuaje de araña.
- Lee Kwan-hoon como Chen (el hombre con el dedo que falta).
- Bae Jung-hwa como Han Jin-sook.
- Lee Hyo-je como Kim Joon/Han Moo-chan.
- No Tae-yeob como Steve.
- Lee Jun-suk como Park Seung-chul.
- Song Min-hyung como Woo Byung-sik.
- Cha Chung-hwa como Clara.
- Yeon Jae-wook como Lee Byung-tae.
- Park Sung-joon
- Joo Suk-tae como Kim Chul-soo.

## Banda sonora

### OST Part 1
| N.º | Título                | Artista      | Duración |  |
| 1.  | «Take Me Out»         | Nam Tae-hyun | 4:31     |  |
| 2.  | «Take Me Out» (Inst.) | Nam Tae-hyun | 4:31     |  |

### OST Part 2
| N.º | Título                | Artista      | Duración |  |
| 1.  | «Like A Film»         | leeSA (리싸) | 3:37     |  |
| 2.  | «Like A Film» (Inst.) | leeSA (리싸) | 3:41     |  |

### OST Part 3
| N.º | Título               | Artista             | Duración |  |
| 1.  | «Another Me»         | Han Min-Chae (민채) | 4:35     |  |
| 2.  | «Another Me» (Inst.) | Han Min-Chae (민채) | 4:41     |  |

## Recepción

### Audiencia
En azul la audiencia más baja y en rojo la más alta, correspondientes a las empresas medidoras TNms y AGB Nielsen.
| Ep. #    | Fecha de estreno        | Cuota de pantalla nacional | Cuota de pantalla nacional | Cuota de pantalla nacional | Cuota de pantalla nacional |
| Ep. #    | Fecha de estreno        | AGB Nielsen                | AGB Nielsen                | TNmS                       |                            |
| Ep. #    | Fecha de estreno        | Nacional                   | Seúl                       | TNmS                       |                            |
| -------- | ----------------------- | -------------------------- | -------------------------- | -------------------------- | -------------------------- |
| 1        | 14 de octubre de 2017   | 2.141 %                    | 2.416 %                    | 2.0 %                      |                            |
| 2        | 15 de octubre de 2017   | 3.876 %                    | 4.170 %                    | 3.0 %                      |                            |
| 3        | 21 de octubre de 2017   | 3.963 %                    | 4.715 %                    | 2.7 %                      |                            |
| 4        | 22 de octubre de 2017   | 4.318 %                    | 5.080 %                    | 3.7 %                      |                            |
| 5        | 28 de octubre de 2017   | 3.595 %                    | 4.229 %                    | 2.9 %                      |                            |
| 6        | 29 de octubre de 2017   | 4.087 %                    | 4.714 %                    | 3.6 %                      |                            |
| 7        | 4 de noviembre de 2017  | 3.580 %                    | 4.427 %                    | 3.0 %                      |                            |
| 8        | 5 de noviembre de 2017  | 3.247 %                    | 3.727 %                    | 2.6 %                      |                            |
| 9        | 11 de noviembre de 2017 | 2.966 %                    | 3.636 %                    | 2.3 %                      |                            |
| 10       | 12 de noviembre de 2017 | 3.409 %                    | 4.245 %                    | 3.6 %                      |                            |
| 11       | 18 de noviembre de 2017 | 2.535 %                    | 2.795 %                    | 2.1 %                      |                            |
| 12       | 19 de noviembre de 2017 | 3.074 %                    | 3.613 %                    | 2.9 %                      |                            |
| 13       | 25 de noviembre de 2017 | 2.532 %                    | 2.707 %                    | 2.4 %                      |                            |
| 14       | 26 de noviembre de 2017 | 3.038 %                    | 3.234 %                    | 2.8 %                      |                            |
| 15       | 2 de diciembre de 2017  | 2.453 %                    | 2.395 %                    | 2.0 %                      |                            |
| 16       | 3 de diciembre de 2017  | 3.470 %                    | 3.810 %                    | 2.6 %                      |                            |
| 17       | 9 de diciembre de 2017  | 3.085 %                    | 3.403 %                    | 2.2 %                      |                            |
| 18       | 10 de diciembre de 2017 | 4.181 %                    | 4.518 %                    | 3.7 %                      |                            |
| Promedio | Promedio                | 3.308 %                    | 3.769 %                    | 2.783 %                    |                            |

## Emisión internacional
- Filipinas: ABS-CBN (2018).
- Hong Kong: tvN Asia (2017) y Fantastic TV Channel 77 (2018).
- Indonesia: Sony One (2018).